# Lepidosaphes laterochitinosa
Lepidosaphes laterochitinosa är en insektsart som beskrevs av Green 1925. Lepidosaphes laterochitinosa ingår i släktet Lepidosaphes och familjen pansarsköldlöss. Inga underarter finns listade i Catalogue of Life.